# Fadil Vokrri
Fadil Vokrri (* 23. Juli 1960 in Sfeçla bei Podujeva, SFR Jugoslawien; † 9. Juni 2018 in Pristina, Kosovo) war ein jugoslawischer Fußballspieler sowie Präsident des Fußballverbandes des Kosovo (FFK).
Der Kosovo-Albaner stand zwölf Mal in der jugoslawischen Nationalmannschaft und schoss dabei sechs Tore. Seinen Karrierehöhepunkt erreichte er in den 1980er Jahren, als er für FK Priština und Partizan Belgrad spielte. In den Jahren 1990 bis 1992 spielte er für den türkischen Fußballclub Fenerbahçe Istanbul. Von dort zog er nach Frankreich, wo er als Spieler und zum Schluss auch als Trainer in der 2. Liga tätig war. Später wurde er Präsident des FC Prishtina. Unter seiner Leitung wurde unter anderem das Stadion Pristina modernisiert.
Im Februar 2008 wurde er zum Präsidenten des Fußballverbandes des Kosovo (FFK) gewählt. In seiner Amtszeit setzte er sich für eine Aufnahme des Verbands in die UEFA und die FIFA ein, die am 3. Mai bzw. am 13. Mai 2016 erfolgte. Am 15. Januar 2016 wurde Vokrri in seiner Position als Präsident der FFK für eine dritte Amtszeit von vier Jahren bestätigt.
Am 9. Juni 2018 verstarb Vokrri an einem Herzinfarkt.
Nach seinem Tod wurde das Stadion in Pristina nach ihm benannt.

## Privates
Vokrri hinterließ seine Frau Edita sowie zwei Söhne und eine Tochter. Einen zweiten Wohnsitz hatte er in Montluçon, Frankreich.
Neben seiner Muttersprache sprach Vokrri zudem Französisch, Türkisch und Serbokroatisch.